# نو غوران
نو غوران هي قرية في مقاطعة لنجان، إيران. عدد سكان هذه القرية هو 3,196 في سنة 2006.